# Proclitus bicolor
Proclitus bicolor är en stekelart som beskrevs av Dasch 1992. Proclitus bicolor ingår i släktet Proclitus och familjen brokparasitsteklar. Inga underarter finns listade i Catalogue of Life.